# Cymodusa cruentata
Cymodusa cruentata là một loài tò vò trong họ Ichneumonidae.